# Gründelbach (Mettenbach)
Der Gründelbach ist ein etwa 1,7 km langer Nebenfluss des Mettenbachs im baden-württembergischen Ötisheim im Enzkreis. In der Gewässerstationierung wird der Bach unter der Gewässerkennzahl 2384544 geführt und im Gegensatz zur Liegenschaftskarte als Mettenbach bezeichnet.

## Geographie
Der Gründelbach entsteht etwa 700 m östlich von Ölbronn-Dürrn auf einer Höhe von 275 m ü. NHN am Rand eines Teilgebiets des Naturschutzgebiets Erlen-, Metten- und Gründelbachniederung. Zunächst in nordöstliche Richtungen fließend wendet sich der Bach nach etwa 300 m Fließstrecke östlichen Richtungen zu. Nach etwa der Hälfte seines Weges erreicht der Bach den südlichen Ortsrand von Corres. Im Bereich der Ortslage ist der Bach kanalisiert. Der Oberlauf bis Corres führt nur intermittierend Wasser. Nach einer Fließstrecke von 1,7 km mündet der Gründelbach etwa 750 m ostnordöstlich von Corres auf einer Höhe von 241 m ü. NHN in den Mettenbach. Bei einem Höhenunterschied von 34 m beträgt das mittlere Sohlgefälle 20 ‰.